# Patrick Muldoon
William Patrick Muldoon III (ur. 27 września 1968 w San Pedro) – amerykański aktor telewizyjny i filmowy, model.

## Życiorys

### Wczesne lata
Urodził się w San Pedro, w stanie Kalifornia w rodzinie pochodzenia irlandzkiego i chorwackiego jako jedyny syn Chorwatki Deanny Muldoon i Williama Patricka Muldoona Jr., pochodzącego z Irlandii prawnika. Wychowywał się z młodszą siostrą Shayną (ur. 1978).
W 1987 ukończył jezuicką szkołę średnią Loyola High School w San Pedro. W 1991 ukończył University of Southern California w Los Angeles na wydziale języka angielskiego i komunikacji.

### Kariera
Zaczął od pracy modela, reklamując w 1989 roku dżinsy Calvina Kleina. Potem trafił na szklany ekran występując w pojedynczych odcinkach seriali TV: ABC Who’s the Boss? (Kim jest szef?, 1990), młodzieżowym NBC Byle do dzwonka (Saved by the Bell, 1991) i CBS Jedwabne pończoszki (Silk Stalkings, 1991).
Za rolę boksera i muzyka Austina Reeda w operze mydlanej NBC Dni naszego życia (Days of Our Lives, 1992-1995) został uhonorowany w roku 1994 nagrodą Soap Opera Digest. Potem został zaangażowany do roli Richarda Harta w operze mydlanej ABC Melrose Place (1995–1996).
Po udziale w filmie akcji klasy C Szaleństo i honor II (Rage and Honor II, 1993), jego właściwym debiutem kinowym był rola Zandera Barcalow w filmie sci-fi Paula Verhoevena Żołnierze kosmosu (Starship Troopers, 1997). Był jednym z bohaterów telewizyjnego komediodramatu romantycznego Freda Olena Raya Świąteczna wyprawa (Holiday Road Trip, 2013) z Shelley Long i George’em Hamiltonem.

## Filmografia

### Filmy fabularne
- 1993: Nocne grzechy (Night Sins, TV) jako Austin Reed
- 1993: Szaleństwo i honor II (Rage and Honor II) jako Tommy Andrews
- 1994: Zimowa gorączka (Winter Heat, TV) jako Austin Reed
- 1995: Śmiertelny weekend (Dead Weekend, TV)
- 1996: Śmiertelne gonitwy (Deadly Pursuits) jako Tim Faulkner
- 1997: Żołnierze kosmosu (Starship Troopers) jako Zander Barcalow
- 1998: Pechowa ucieczka (Black Cat Run, TV) jako Johnny Del Grissom
- 1998: Niedobra (Wicked) jako Lawson Smith
- 1998: Spotkanie 2 (The Second Arrival) jako Jack Addison
- 1999: Oddział do zadań specjalnych (Red Team) jako Jason Chandler
- 1999: Stygmaty (Stigmata) jako Steven
- 2000: Ostatnia wspinaczka (Final Ascent, TV) jako Viggo
- 2000: Nuklearna walizka (Chain of Command) jako Connelly
- 2002: Projekt Viper jako Mike Connors
- 2002: Wrobieni (Whacked!) jako Mark Steward
- 2002: Czarny drewna (Blackwoods) jako Matt Sullivan
- 2002: Zła karma (Bad Karma) jako doktor Tray Campbell
- 2003: Serce Ameryki (Heart of America) jako Ryan Kirkland
- 2004: Chłopak na święta (A Boyfriend for Christmas, TV) jako Ryan Hughes
- 2005: Żywi jadą (Live to Ride) jako Alex
- 2006: Japonia (Japan) jako taksówkarz
- 2006: Wojskowy rozum i ty! (Military Intelligence and You!) jako major Nick Reed
- 2006: Cud psów też (Miracle Dogs Too) jako dr Jeff
- 2007: Pająki (Ice Spiders, TV) jako „Dash” Dashiell
- 2010: Ostatnia wola (Last Will) jako Joseph Emery
- 2011: Urodzony motocyklista (Born to Ride) jako Alex

### Seriale TV
- 1990: Who’s the Boss? jako Matt
- 1991: Jedwabne pończoszki (Silk Stalkings) jako Charles Lantman
- 1991: Byle do dzwonka (Saved by the Bell) jako Jeffrey Hunter
- 1992-1995: Dni naszego życia (Days of Our Lives) jako Austin Reed
- 1995–1996: Melrose Place jako Richard Hart
- 2011–2012: Dni naszego życia (Days of Our Lives) jako Austin Reed